# Katrín Ómarsdóttir
Katrin Omarsdottir (Hamburgo, 27 de junio de 1987) es una futbolista islandesa que juega como centrocampista en el Liverpool inglés. 

## Trayectoria
Omarsdottir comenzó en 2001 en el KR Reykjavik, con el que jugó por primera vez la Copa de Europa en 2004. En 2006 debutó con la selección islandesa, y entre 2008-10 dejó Islandia para jugar en la NCAA con las California Golden Bears.
Tras graduarse jugó en 2010 y 2012 con el Linköping sueco; entremedias regresó al fútbol de EE. UU., en el Orange County Waves de la WPSL. En 2013 fichó por el Liverpool inglés.
Con la selección islandesa ha jugado 55 partidos y marcado 9 goles a fecha de 2013. Ha participado en las Eurocopas de 2009 y 2013.